# 제1대 리치먼드 백작 에드먼드 튜더

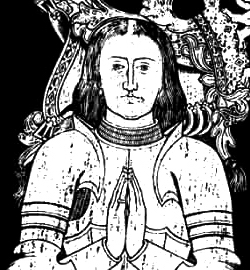
에드먼드 튜더

제1대 리치먼드 백작 에드먼드 튜더(Edmund Tudor, 1st Earl of Richmond)는 잉글랜드 국왕 헨리 7세의 아버지이며 노스웨일즈 페미니드의 튜더가(Tudor family of Penmynydd, North Wales) 일원이다. 해덤의 에드먼드(Edmund of Hadham)로 알려져있다. 오언 튜더와 잉글랜드 왕태후 카트린 사이에서 태어난 에드먼드는 잉글랜드 국왕 헨리 6세의 씨다른 동복 동생이다. 에드먼드와 그의 동생 재스퍼는 헨리 6세의 남은 혈족이었기 때문에 왕의 조언자로 임명되었다.
튜더 형제는 왕실에서 원로 귀족으로 임명되었고 잉글랜드 의회에서 영향력 있는 지위를 가지고 있었다.
| 전임 랭커스터의 존 | 잉글랜드의 리치먼드 백작 1452년 - 1456년 | 후임 헨리 튜더 |